# Ruperto Inchausti
Ruperto Inchausti (Sucre, 27 de marzo de 1918, 5 de diciembre de 2013) fue un futbolista profesional boliviano que jugaba en la demarcación de defensa.

## Biografía
Ruperto Inchausti debutó como futbolista profesional en 1941 a los 18 años de edad con el Club Junín de su ciudad natal. Jugó en aquel club durante seis años antes de fichar por The Strongest en 1952. Debutó en el Tigre el 16 de marzo de 1947 marcando el cuarto tanto de la gran goleada de 7 a 1 sobre Bolívar con un remate desde 35 metros.
Desde ese día fue parte fundamental del equipo que consiguió el primer título nacional de The Strongest en 1952 y varios de los partidos amistosos internacionales que jugó The Strongest en aquella época.
Fue convocado por la ACHF para la Selección de Chuquisaca que afrontó los Campeonatos Nacionales de 1942 y 1944 con la que salió Campeón y que le valió ser convocado a la Selección Absoluta de Bolivia un total de cinco veces para jugar en la Copa América en las ediciones de 1945 y 1946.
Se caracterizaba por su gran remate de larga distancia y su eficiente marca sobre el rival, haciendo de la recuperación y el contragolpe su principal arma.
Después de retirarse de la actividad futbolística colaboró a las directivas stronguistas de Antonio Asbún (1963-66) y Rafael Mendoza (1967-79). Particularmente a la primera presidencia, coadyuvando con otros miembros en las gestiones que hizo para la compra del edificio de las calles Colón y Comercio de las actuales oficinas centrales del club paceño.
Ruperto Inchausti falleció el 5 de diciembre de 2013 en La Paz a los 95 años de edad.

## Clubes
| Club          | País    | Año         |
| ------------- | ------- | ----------- |
| Club Junín    | Bolivia | 1941 - 1947 |
| The Strongest | Bolivia | 1947 - 1952 |